# Intermittierende Verstärkung
Intermittierende Verstärkung ist in der Psychologie und in der Pädagogik ein Phänomen des operanten Konditionierens (Lernen durch Verstärkung oder Verstärkungslernen). Intermittierende Verstärkung beschreibt die nicht regelmäßige Bekräftigung (Verstärkung) eines (erwünschten) Verhaltens mittels eines Verstärkers (z. B. bekommt ein Kind ab und zu Schokolade, wenn es der Mutter im Haushalt geholfen hat; da das Kind nicht weiß, wann es Schokolade bekommt, zeigt es das Verhalten – Helfen im Haushalt – häufiger, es wurde also verstärkt). Das Lernen erfolge bei intermittierender Verstärkung zwar langsamer als bei kontinuierlicher Verstärkung, das Verhalten sei aber wesentlich löschungsresistenter.